# Alexander Lwowitsch Dymschitz

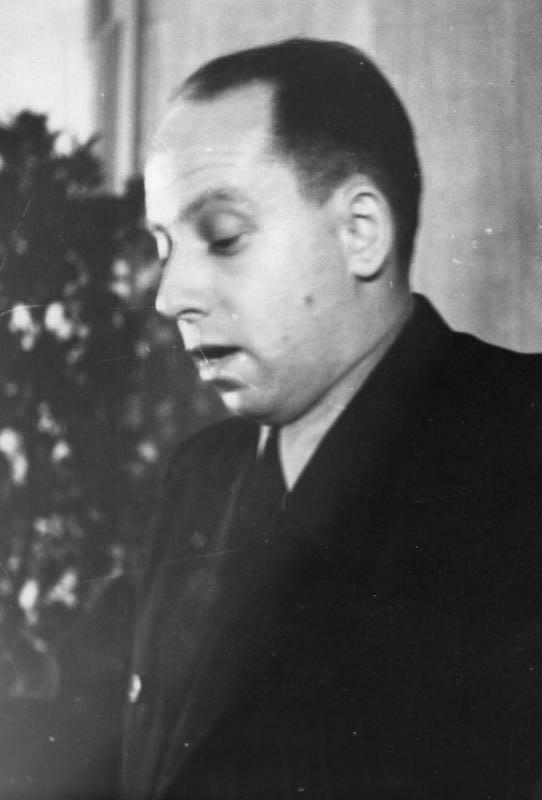
Dymschitz bei einer Ansprache 1948

Alexander Lwowitsch Dymschitz (russisch Александр Львович Дымшиц; * 12. Juli 1910 bei Reval; † 6. Januar 1975 in Moskau) war ein sowjetischer Literaturwissenschaftler, Schriftsteller und Hochschullehrer. Nach 1945 war er für einige Jahre als Kulturoffizier in der Sowjetischen Besatzungszone Deutschlands tätig. 1949 war er wesentlich am Aufkommen des Formalismusstreits in der DDR beteiligt. 

## Leben

### Jugend und Studium
Dymschitz stammte aus einem wohlhabenden jüdischen Elternhaus, das enge Verbindungen zu Deutschland hielt; unter anderem war Deutsch seine zweite Muttersprache. Er studierte zunächst in Leningrad Kunstgeschichte und arbeitete dort ab 1930 am Institut für russische Literatur. 1936 promovierte er mit einer Arbeit zur Poesie der bolschewistischen Presse zwischen 1890 und 1917.

### Karriere
Seit 1934 war Dymschitz Mitglied des sowjetischen Schriftstellerverbandes. Er arbeitete zu diesem Zeitpunkt in der Abteilung Literaturkritik der Zeitschrift Swesda. Daneben schrieb er an seiner Habilitationsschrift über Wladimir Majakowski. Deren Begutachtung zog sich bis 1943 hin, wurde aber schließlich abgelehnt.

### Armeezeit

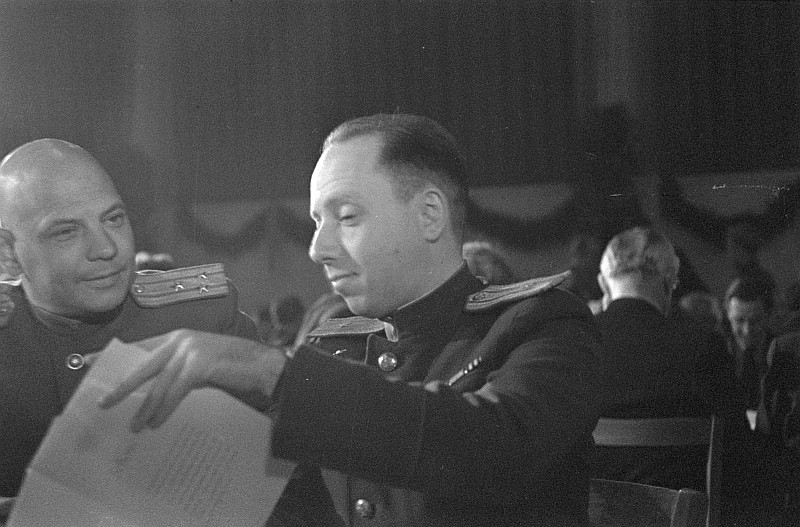
Dymschitz (Mitte) und Sergei Tjulpanow im Mai 1946

Ab 1941 war Dymschitz als Politischer Offizier in der Armeezeitung Snamja pobedy tätig und hielt vor Soldaten Vorträge über den Zustand der deutschen Armee in Russland. Nebenbei veröffentlichte er zu seinen Fronterlebnissen kurze Berichte und literarische Skizzen. Er war auch für die Propagandatexte zuständig, die per Lautsprecherwagen einmal wöchentlich über die Frontlinie hinweg für die deutschen Soldaten ausgestrahlt wurden.
Im Mai 1945 wurde Dymschitz als Presseoffizier nach Deutschland geschickt. Nach einer Zwischenstation in Potsdam arbeitete er in der Kulturredaktion der Täglichen Rundschau. Ab November 1945 wirkte er in der Kulturabteilung der SMAD. Er betreute dabei die Wiederinstandsetzung und Wiedereröffnung von Theatern, Zusammenstellung von Spielplänen, Engagement von Schauspielern und vieles mehr. Auch an der Gründung der DEFA war er wesentlich beteiligt. Während er sich einerseits für die Aufführung umstrittener Stücke einsetzte, veröffentlichte er gleichzeitig auf Parteilinie liegende Artikel in der Täglichen Rundschau zu neuen Kunstentwicklungen. 
Ein von Dymschitz verfasster und am 19. und 24. November 1949 in der Täglichen Rundschau veröffentlichter Artikel bildete den Auftakt zur Formalismusdebatte in der DDR. In diesem Artikel warf er Pablo Picasso, Marc Chagall, Karl Schmidt-Rottluff und Karl Hofer „Mummenschanz“ und „Wirklichkeitsfälschung“ vor.

### Hochschullaufbahn
Anfang 1949 wurde Dymschitz nach parteiinternen Anschuldigungen von seinem Posten abberufen. Er kehrte im März 1949 nach Leningrad zurück, nahm seine Hochschullaufbahn wieder auf und wurde später Leiter des Instituts für Theater, Film und Musik.

## Werke
- Wandlungen und Verwandlungen des Antikommunismus - Essays zu Literatur und Ästhetik. Berlin 1977.
- Zven'ja pamjati - portrety i zarisovki. Sov. Pisatel', Moskau 1975.
- Niščeta sovetologii i revizionizma. Chudožestvennaja literatury, Moskau 1975.
- Reichtum und Wagnis der Kunst - Aufsätze über Kunst und Literatur. Berlin 1974.
- K. Marks i F., Engel's i nemeckaja literatura. Chudožestvennaja Literatura, Moskau 1973.
- Neoavangardistskie rečenija v zarubežnoj literature 1950-60g.g. Chudož. Lit., Moskau 1972.
- Problemy i portrety. Sovremennik, Moskau 1972.
- Ideologičeskaja bor'ba v literature i estetike - sbornik statej. Izdat. “Chud.Lit.”, Moskau 1972.
- Ein unvergeßlicher Frühling - Literarische Porträts und Erinnerungen. Dietz, Berlin 1970.
- Der Bildhauer Hans Kies. Seemann, Leipzig 1970.
- K. Marks i aktual'nye voprosy ėstetiki i literaturovedenija. Izdat. Nauka, Moskau 1969.
- Marks, Engel's i Gejne - Vozvraščenie k teme. [s. l.]: [s.n.] 1968.
- Zven'ja pamjati: portrety i zarisovki. Sovet. Pisatel', Moskau 1968.
- V velikom pochode - sbornik statej. Sovetskij pisatelʹ, Moskau 1962.
- Die ästhetische Anschauungen Georg Büchners. 1961.
- Dve Nedeli v GDR. 1959.
- Revoljucionnaja poėzija 1890–1917. Sov. pisatel', Leningrad 1959.
- Literatura i narod - Sbornik statej. Lenizdat, Leningrad 1958.
- Marx und Engels im Kampf um den Realismus. 1958.
- Revoljucionnaja poėzija 1890–1917. 2. izd. Sovetslij pisatel', Leningrad, 1954.
- Puškin v vospominanijach sovremennikov. Gosudarstvennoe izdat. chudožestvennoj literatury, Moskau 1950.

## Rezeption in der DDR

### Ehrung
Das heutige Evangelische Gymnasium Leukersdorf im Erzgebirge trug zu DDR-Zeiten als damalige Polytechnische Oberschule seinen Namen.

### Darstellung in der bildenden Kunst
- Hans Kies: Alexander Dymschitz / sowjetischer Kulturoffizier und Literaturwissenschaftler (Porträtbüste, 1968, Bronze)[5]